# Регби в Китае
Регби в Китайской Народной Республике является одним из развивающихся видов спорта, однако пока не приобрёл высокой популярности. Китай является членом World Rugby (ранее — IRB) с 1997 года. По состоянию на 28 мая 2018 года женская сборная занимала 24-е место, а мужская — 87-е место в мировом рейтинге. Ни одна из сборных не участвовала в чемпионатах мира, однако команда привлекалась к играм чемпионата Азии, турнирам по регби-7 (в том числе Мировой серии) и регбийным турнирам Азиатских игр. Китайские СМИ сообщают о возможности страны принять в будущем чемпионат мира.
В стране зарегистрировано 76 тысяч регбистов и 10 профессиональных клубов. С 2005 по 2011 годы разыгрывался Кубок Жёлтого моря с участием лучших клубов Китая и Республики Корея.

## История регби в Китае
Первые матчи по регби проводились ещё во время колониального раздела Китая. В Шанхае был организован один из первых регбийных клубов, в Британском Гонконге проводились разные соревнования по регби. В 1952 году Шанхайский клуб закрылся, и его имущество было перевезено в Лондон на стадион «Туикенем». В 1930-е и 1940-е годы в вооружённых силах Китайской Республики военные занимались регби в рамках физической и психической подготовки на фоне грядущей войны против Японии.
После Гражданской войны и становления власти КПК регби было решено запретить, поскольку Национальный спортивный совет посчитал недопустимым «столкновение людей в грязи в физическом контакте», но уже после Культурной революции регби вернулся в КНР под влиянием Регбийного союза Гонконга, а президент союза Джордж Симкин предложил программу развития регби в Китае. В 1986 году на Конгрессе IRB по случаю 100-летия его образования присутствовали и делегаты от КНР.
В 1990 году регби вернулся в Китай, при Пекинском сельскохозяйственном университете был образован клуб. Организацией команды занялся профессор Чао Цзюань, которого познакомил с регби японский бизнесмен. В развитие регби также внёс свой вклад профессор Чжэн Хунцзюнь. К 1991 году в Китае было зарегистрировано всего 30 регбистов, но в 1996 году их число уже превысило 1 тысячу. В настоящее время регби является официальным спортом в Народно-освободительной армии Китая, а Спортивный институт НОАК участвует в различных соревнованиях в Гонконге.
С 2000-х годов в Китае делают ставку не на классический регби-15, а на регби-7 как признанный олимпийский вид спорта. В наши дни наиболее известными регбистами Китая являются капитан её сборной Чжан Чжицзянь (Джонни Чжан), имевший опыт выступления за английский клуб «Лестер Тайгерс», и Ли Янь, который на 100-метровке показал время в 10,6 секунд. В июне 2006 года делегация из Лестера во главе с Мартином Джонсоном посетила Китай с целью продвижения популярности игры.

## Популярность

### Число игроков
По данным на январь 2017 года, в Китае насчитывалось более 76 тысяч зарегистрированных профессиональных регбистов, что превысило показатель 2014 года на 40%.

### Заинтересованность
В 2015 году всего 1% населения КНР наблюдал за матчами чемпионата мира в Англии против 4% в 2011 году. Но по данным World Rugby, уже в 2018 году Китай и США были отнесены к странам, где большая часть населения была очень заинтересована в развитии регби, поскольку в Китае и США было насчитано по 30 миллионов фанатов регби, и этот показатель был выше, чем в Индии (25 миллионов) или Японии (15 миллионов). Большая часть китайских фанатов увлекалась регби-7: было установлено, что в Китае за олимпийским турниром 2016 года по регби-7 наблюдали 44 миллиона, что было в два раза выше, чем в самой Великобритании, и лишь немного уступало США.

## Регби-7 в Китае

### Внутренние соревнования

#### Ежегодные
С 2010 года ежегодно проводились два чемпионата Китая — двухдневные турниры в разных местах. В 2015 году Китайская ассоциация регби разделила чемпионат на четыре этапа, проходящие в разных городах. Согласно заявлению генерального секретаря Китайской ассоциации регби Цуя Вэйхуна, турнир будет теперь проходить с апреля по ноябрь, что должно привлечь внимание спонсоров. С 2013 года ежегодно проводится чемпионат среди студентов, с 2015 года участвуют 12 мужских и 8 женских команд по всей стране.

#### Соревнования четырёхлетия
В 2013 году на 12-й Спартакиаде народов КНР состоялся первый турнир по регби-7 в Ляонине. По мнению тренера женской сборной Китая по регби-7 Бена Голлингса, высказанному в 2016 году, регбийный турнир на Спартакиаде народов стал крупнейшим соревнованием по регби-7, в котором приняли участие представители всех провинций, и для дальнейшего его развития необходимо включение регби-7 в школьную программу. В финале женского турнира в Ляонине между командами провинций Шаньдун и города Пекин произошёл скандал, когда пекинские спортсменки отказались продолжать игру из-за спорного засчитывания попытки противника со стороны испанского судья, причём прекратить игру команду Пекина заставил их же тренер. Пекинок оштрафовали, а позже они принесли извинения. Турнир по регби также прошёл и на Спартакиаде 2017 года в Тяньцзине.

### Сборные Китая

#### Женская

##### Олимпиада

###### Рио-2016
В ноябре 2015 года сборная Китая вышла в финал квалификационного этапа на Олимпиаду в Рио, где определялась 12-я команда-участница Рио-2016. Турнир прошёл с 25 по 26 июня 2016 года в Ирландии. Китай занял 2-е место в группе и в первом же раунде плей-офф проиграл будущим победительницам — Испании. В утешительном финале за Тарелку команда победила Самоа и Аргентину.

###### Токио-2020
Чемпионат Азии по регби-7 среди женщин 2019 года будет играть роль квалификационного турнира.

##### Чемпионаты мира

###### ОАЭ 2009
В октябре 2008 года в азиатской квалификации Китай занял 3-е место позади Японии и Таиланда и вышел на чемпионат мира в ОАЭ. Китаянки в марте 2009 года выиграли финал Чаши, победив сборные Нидерландов, Японии, Италии и Бразилии.

###### Россия 2013
В октябре 2012 года в азиатской квалификации Китай занял 2-е место позади Фиджи и вышел на чемпионат мира в Москве. Китаянки проиграли все групповые матчи, а в полуфинале Чаши проиграли Нидерландам, победив бразильянок.

###### США 2018
В октябре 2017 года в азиатской квалификации Китай занял 2-е место позади Японии и вышел на чемпионат мира в Лос-Анджелесе. В июле 2018 года на турнире китаянки заняли 12-е место из 16.

##### Мировая серия среди женщин
В сентябре 2014 года китаянки выиграли турнир в Гонконге, попав в «ядро» сезона 2014/2015, однако проиграли все групповые матчи на пяти этапах и заняли 11-е место, не закрепившись в ядре турнира. В августе 2015 года китаянки проиграли в четвертьфинале квалификационного турнира Ирландии 27:5 и пропустили ещё один турнир. Через год в июне 2016 года китаянки, проиграв в четвертьфинале олимпийской квалификации испанкам, не попали в Мировую серию, а в апреле 2017 года потерпели в Гонконге в четвертьфинале турнира поражение от Японии 28:14 и снова пропустили турнир. Только в апреле 2018 года в Гонконге команда выиграла турнир и вернулась в Мировую серию.

##### Чемпионат Азии
Сборная Китая является пятикратным чемпионом Азии по регби-7, выиграв последний турнир в 2014 году. В сентябре 2017 года она дошла до финала, проиграв японкам 19:14.

##### Азиатские игры
С 2010 года регбийные турниры проводятся на Азиатских играх. В 2010 и 2018 году китаянки проигрывали в финале сборным Казахстана и Японии соответственно, в 2014 году победили японок.

##### Восточноазиатские игры
В 2009 году на Восточноазиатских играх в Гонконге прошёл регбийный турнир. Китаянки выиграли турнир. В 2013 году в Тяньцзине турнир не проводился из-за финансовых проблем, а позже его заменили первенством для команд не старше 18 лет.

#### Мужская

##### Турнир в Кремниевой долине
В Кремниевой долине за месяц до старта этапа в Дубае проводится регбийный турнир. 4-5 ноября 2017 года в Сан-Хосе прошёл первый турнир, в котором дебютировала команда Китая, соревнуясь с такими командами, как Фиджи, Новая Зеландия, Австралия и Англия. Китайцы заняли 11-е место, победив в матче за 11-е место команду Тонга 34:10.

##### Шанхайский турнир чемпионов
Alibaba Group и её филиал Alisports предлагали провести в октябре 2017 года в шанхайском районе Янпу турнир по регби с восемью лучшими командами мира по регби-7 и китайской сборной, причём призовые за этот турнир должны были стать самыми крупными в регби-7. Однако первый турнир перенесли сначала на 2018 год, а затем проблемы с финансированием регби со стороны Alisports заставили задуматься о целесообразности такого турнира вообще.

##### Олимпиада

###### Рио-2016
В ноябре 2015 года китайская команда участвовала в чемпионате Азии по регби-7 в Гонконге, борясь за путёвку на Олимпиаду в Рио-де-Жанейро, однако победу одержала Япония, а китайцы стали только 5-ми и не попали даже в утешительный квалификационный турнир.

###### Токио-2020
Ожидается, что в 2019 году чемпионат Азии снова станет турниром для определения участника Олимпиады в Токио. Китайцы заняли 4-е место в чемпионате Азии, пропустив вперёд команды Гонконга, Шри-Ланки и Южной Кореи, однако опередив японцев. В случае попадания в Топ-4 китайцы минимум попадут в утешительный квалификационный этап.

##### Мировая серия
Мужская сборная Китая не отбиралась на этапы Мировой серии по регби-7.

##### Чемпионат Азии
Китай соревнуется в чемпионате Азии по регби-7 с 2009 года. Один из этапов проходит в Китае. В 2017 году китайцы вышли в полуфинал, заняв 4-е место и пропустив вперёд Японию, Гонконг и Южную Корею.

##### Азиатские игры
Регби-7 входит в программу мужских видов спорта с 1998 года. Китайцы занимали в 2006 году 3-е место, а в 2018 году заняли 6-е место из 12 команд.

## Регби-15 в Китае

### Общее развитие

#### Мужские и женские турниры
Регби-15 не привлекает себе столько же внимания в Китае, сколько регби-7. Несмотря на то, что у провинций-участниц Спартакиады народов Китая есть сборные по регби-7, отсутствует полностью чемпионат по регби-15 или региональные первенства. Согласно Daily Telegraph, включение МОК в 2009 году регби-7 в Олимпийскую программу затормозило развитие регби-15 в Китае, и Правительство Китая переключилось на развитие именно регби-7 в школах и университетах. Капитан китайской сборной Чжан Чжицзянь в 2015 году сказал, что китайская государственная система следует строго олимпийской стратегии, поэтому регби-7 и лучше финансируется.

#### Молодёжные турниры
В июне 2016 года в Циндао прошёл первый молодёжный турнир по регби-15 по инициативе клуба «Циндао Шаркс», который стал первым нестуденческим и незарубежным китайским клубом. Победу одержала команда города Цзинань. Президент Китайской ассоциации регби сказал, что турнир повлияет на развитие регби-15 в стране и заинтересует другие провинции в проведении схожих турниров.

#### Клубы
В КНР не проводится профессиональный чемпионат по регби, однако команды восточного побережья выразили заинтересованность в участии в регулярном чемпионате, идею которого Китайская ассоциация регби предложила в 2018 году. Ежегодно в Китае проводится Всекитайский Кубок по регби, в котором участвуют любительские команды. Команды соревнуются в одном из четырёх дивизионов, образованных по географическому положению. В конце сезона победитель каждого дивизиона выходит в финал Всекитайского Кубка, а занявшие 2-е место команды соревнуются в финале розыгрыша Тарелки. В 2017 году победу в Кубке одержала команда «Шанхай Сильвер Дрэгонс», победив «Гуанчжоу Рэмс» со счётом 46:16.
Большую часть клубов составляют китайцы, проживающие за границей: такими командами являются «Шанхай», «Пекин Девилз» и «Ханчжоу Харлекуинз». «Шанхай» и «Пекин Девилз» также соревновались в Кубке Жёлтого Моря против команды из южнокорейского Сеула. У некоторых клубов есть китайская база: так, у команд «Нонгда» и «Пекин Флаин Хорсиз» базой является Китайский сельскохозяйственный университет, также свою базу пытается создать «Циндао Шаркс». В более чем 10 китайских университетах (Китайский сельскохозяйственный университет, Пекинский нормальный университет и Южно-Китайский сельскохозяйственный университет) выпускники в области физической культуры и спорта получают специальность именно по регби.

### Выступления сборных

#### Женская
Дебют женской сборной состоялся в 2006 году. Команда занимала по состоянию на 28 мая 2018 года 24-е место, но с 2012 года, когда проиграла Гонконгу 27:3 на чемпионате Азии, игры не проводит.

#### Мужская

##### Рейтинг
Мужская сборная провела первую игру в 1997 году. На 28 мая 2018 года она занимала 87-е место в рейтинге World Rugby, в то время как ещё 14 ноября 2016 года она была на 68-й позиции. Высшая позиция в истории — 37-е место в начале 2000-х. В среднем Китай набирал от 46 до 49 очков за матч с 2003 по 2009 годы, с 2010 года этот показатель упал до 39-41 очка. В связи с тем, что команда проводит матчи не так часто, судить о её уровне достаточно сложно. В 2018 году команда из новозеландского Данидина, сравнивая параметры игроков, отметила, что китайцы больше в росте и в весе, но движутся слишком медленно, как роботы, и довольно плотно опекают игроков.

##### Чемпионат Азии по регби
Китай в 2008 году дебютировал в Дивизионе 1 Чемпионата Азии по регби, попав в одну группу с Сингапуром, Тайванем и Шри-Ланки, но с 2015 года играет в Дивизионе 3 зоны «Восток». Команда проиграла на турнире 2018 года Гуаму 12:52, но победила Бруней 39:18. В 2019 году команда получит право бороться за выход в Дивизион 2 и право участвовать непосредственно в отборочных играх к чемпионату мира 2023 года.

##### Кубки
В мае 2015 года сборная Китая провела матч против Монголии в рамках розыгрыша Кубка Хубилая, победив 46:19. Последующие матчи не проводились.

##### Чемпионат мира
Сборная Китая не квалифицировалась ни на один чемпионат мира: в 2012 году в Дивизионе 2 Кубка пяти наций Азии она проиграла Малайзии 89:0 и сошла с дистанции в первом же раунде отбора на чемпионат мира 2015 года. Вылетев из Дивизиона 2, она утратила право участвовать в отборе на чемпионат мира, поскольку команды из Дивизиона 3 этого права не имеют.

##### Военные
В международных соревнованиях по регби среди военных сборную Китая представляют военнослужащие НОАК. В 2011 году прошёл первый чемпионат мира среди военных с участием сборной Китая, где команда проиграла сборной Тонга 59:12. В 2015 году на схожем чемпионате мира в Англии китайцы не выступали. По словам профессора спортивной индустрии Солфордского университета Саймона Чедуика, для Вооружённых сил Китая регби — лучший способ развивать силу, командную работу и умение принимать решения.
Центром военной команды Китая по регби является военный спортивный институт в Гуанчжоу. Китайская сборная также играет против сборной военных Гонконга в Кубке Лая, носящего имя министра обороны Гонконга. Обычно матч игрался в декабре, но в 2016 года он был проведён в день Тайпань, когда сборную Китая представила не НОАК, а гонконгская команда «Тин Шуй Вай Пандас». Команда НОАК выступала в турнирах второго яруса в Гонконге.

#### Молодёжная сборная
В чемпионатах до 19 лет 2016 года (Малайзия) и 2017 года (Гонконг и Шри-Ланка) Китай не участвовал. Сборная участвовала с 18 по 26 июня 2017 года в турне по Новой Зеландии: команда сыграла против средней мужской школы Гамильтон, мужской регбийной академии Роторуа и клуба «Бэй оф Пленти Стимерз» в Тауранге.

## Перспективы развития

### Предложения

#### Team China
В октябре 2016 года World Rugby, заключив соглашение с Китайской ассоциацией регби и компанией Alisports, объявил о начале программы Team China: компания Alisports собиралась вложить 100 миллионов долларов США с 2016 по 2026 годы в развитие регби в Китае. Проект включает в себя четыре цели:
1. Образовать профессиональные чемпионаты по регби-15 и регби-7 среди мужских и женских команд.
2. Добиться в 10 тысячах университетов и школ в 20 провинциях включения регби в программу обучения и подготовить за 5 лет 1 миллион новых игроков.
3. К 2020 году подготовить 30 тысяч тренеров и 15 тысяч судей в рамках программы развития.
4. В рамках продвижения регби на китайский рынок обеспечить регулярный показ матчей по регби на китайском телевидении.

В связи со сменой руководства китайского регби программа выполняется медленно. Брит Госпер, исполнительный директор World Rugby, выразил обеспокоенность тем, что программа в Китае выполняется не так быстро, как требовалось, и для установки отношений с новым руководством требовался минимум месяц. Основатель Alisports Жэн Чжачжун сказал, что сначала нужно поднять популярность спорта в стране, а уже затем выполнять обещания, на которые были потрачены 100 миллионов долларов, ради чего нужно подготовить всю структуру.

#### Get Into Rugby
В 2017 году в программе Get Into Rugby участвовали 140986 китайских детей, освоившие основные правила игры в регби. Больше участников было только в Колумбии (216341), ЮАР (170919) и Индии (160378).

#### IMPACT Beyond RWC 2019
Программа IMPACT Beyond появилась в 2013 году: она действовала в преддверии чемпионата мира 2015 года и Олимпиады в Лондоне. В мае 2017 года начался новый этап IMPACT Beyond RWC 2019 в преддверии чемпионата мира по регби в Японии. В нём участвуют World Rugby, Регби Азии и Регбийный союз Японии. Это программа наследия чемпионата мира 2019 года, которая стремится расширить игру на всю Азию. Одной из целей является подготовка одного миллиона игроков до начала чемпионата мира и доведение числа профессиональных регбистов в Азии до 2 миллионов. В Китае эта программа выполняется в городах Пекин, Шанхай, Ляонин и Шаньдун.

#### Двусторонние соглашения
В октябре 2017 года Китайская ассоциация регби подписала меморандум о взаимопонимании с Фиджийским регбийным союзом, по которому Фиджи будет направлять в Китай своих тренеров для руководства сборными и клубами по регби-15 и регби-7. В декабре того же года схожий меморандум был подписан с Самоа, по которому Самоанский регбийный союз будет продвигать регби в Китае и обеспечивать визит команд из Китая на остров. Китай получил приглашение принять участие на турнире в Самоа по регби-7 в феврале 2018 года.

#### Поиск игроков
В конце 2017 года Китайская ассоциация регби объявила, что будет приглашать иностранцев китайского происхождения в сборную, и одним из первых стал фиджиец Питер Вонг.

#### Индо-Тихоокеанский чемпионат
В 2019 году, по проекту австралийского миллиардера Эндрю Форреста, пройдёт первый Индо-Тихоокеанский чемпионат по регби с участием шести команд, одной из которых станет клуб из Шанхая.

### Проблемы
- В 2012 году генеральный секретарь Австралийского регбийного союза Росс Митчелл сообщил, что китайское регбийное руководство не может подготовить сборную по регби-7 к международным турнирам, поскольку самые лучшие игроки — военнослужащие НОАК — не имеют права покидать страну[21].
- В 2016 году жена Джонни Чжана, Цзинь Мэнвэй, директор регбийного лагеря при Китайском сельскохозяйственном университете, призналась в интервью, что родители и школьные директора с обеспокоенностью относятся к регби и требуют соблюдения мер безопасности, вследствие чего популярность набирает уже тач-регби[11].
- В 2016 году Сюй Фанцзе, тренер сборной провинции Ляонин, выразил обеспокоенность тем, что команды играют не так часто, поэтому не набираются опыта[11].
- В 2016 году тренер женской сборной по регби-7 Бен Голлингс, ссылаясь на бюрократизм, отметил, что многие игроки, привлекаемые в сборную по регби, не пылают особой страстью, поскольку играли в прошлом в другие спортивные игры[56]. То же самое мнение выразил капитан «Пекин Девилз» Стивен Линч, сказав, что регби должен пустить глубокие корни в Китае, чтобы игра стала популярной[4].
- В 2017 году World Rugby решил увеличить минимальный срок проживания на территории страны с 3 до 5 лет, чтобы игрок получил право играть за сборную этой страны, если ранее никуда не привлекался[57]. В Интернете многие выразили недовольство тем, что развивающиеся нации не смогут заиграть нужных им игроков-соотечественников, чтобы повысить свой игровой уровень[58].
- В 2018 году Мартин Салливан, игрок «Ухань Байдзи», сказал, что в Китае не хватает для развития регби не только полей и помещений, но и квалифицированных тренеров и понимания философии самой игры[59].

## По регионам

### Гонконг и Макао
В Гонконге проводится один из ведущих мировых турниров по регби-7 — этап Мировой серии. В чемпионате Азии играет сборная Гонконга, которая выиграла в 2018 году Чемпионат Азии (при этом на турнире не играла Япония, которая занималась подготовкой сборной к домашнему чемпионату мира). В Макао регби мало представлено.

### Тайвань
В Тайване развитие регби тормозится из-за последствий гражданской войны в Китае и последующего полного отсутствия дипломатических отношений с КНР. При этом Тайвань в рейтинге сборных Восточной Азии по регби-7 занимает 4-е место, опережая Японию, Гонконг и Южную Корею.